# María Félix
María Félix, María de los Ángeles Félix Güereña, född 8 april 1914 i Álamos i Sonora, död 8 april 2002 i Mexico City, var en mexikansk skådespelare.
Félix var en av de mest framgångsrika personerna i latinamerikansk film på 1940- och 1950-talet. Hon ansågs vara en av de vackraste skådespelerskorna i mexikansk film, hon hade smak för finess och hennes starka personlighet henne titeln diva tidigt i hennes karriär.
Hon var känd som La Doña, ett namn som härstammar från hennes karaktär i filmen Doña Bárbara (1943), och María Bonita, tack vare sången som komponerats exklusivt för henne, som en bröllopsgåva av hennes andra make, den mexikanske kompositören Agustín Lara. Hon avslutade en filmkarriär där hon hade varit med i 47 filmer gjorda i Mexiko, Spanien, Frankrike, Italien och Argentina.
María Félix dog i sömnen på sin födelsedag den 8 april 2002 vid en ålder av 88 år.